# Jodi Lerner
Pour les articles homonymes, voir Lerner.
Jodi Lerner est un personnage fictif créé par Ilene Chaiken pour la série télévisée The L Word. Elle est interprétée par l'actrice Marlee Matlin. Elle fait sa première apparition dans le premier épisode de la quatrième saison et restera présente durant les saisons 4 et 5, en plus d’obtenir des crédits dans la sixième saison.

## Jodi
Jodi est une sculptrice sourde qui travaille au niveau du département d’art à l’Université de Californie. Elle apparaît comme le premier personnage lesbienne sourde de toute l’histoire des séries télévisées américaines.
Jodi est une jeune femme indépendante et sûre d’elle-même. Malgré ses limites physiques, elle ne se laisse pas marcher sur les pieds et mord à fond dans la vie.

## Relations amoureuses
Lorsque Jodi fait son apparition dans la série, elle semble être célibataire mais encore entretenir une certaine relation avec une ex petite copine qui est aussi sourde.
Jodi et Bette forment un couple durant les saisons 4 et 5 de la série. En tant que couple, les tempéraments très différents des deux jeunes femmes se frappent souvent l’un à l’autre. Leur relation atteint son climax lorsque Bette commence à tromper Jodi avec Tina, son ancienne partenaire de longue date.
Jodi réalise que Bette n’a jamais cessé d’aimer Tina lorsque leur groupe d’amies se rend à une campagne de charité à vélo et qu’un jeu de « je n’ai jamais » en vient à la question de l’infidélité. Après que les agissements de Bette et Tina lui confirment la nouvelle, Jodi prend sa revanche en présentant une présentation multimédia comportant des extraits de la voix de Bette disant des choses sexuellement explicite.
Dans la sixième et dernière saison, la friction continue entre Bette et Jodi. Après avoir essayé de faire congédier Jodi par sa patronne, Phyllis, et que cette dernière refuse en plus d’essayer de la séduire, Bette démissionne.
Plus tard, lors d’un concours de dance pour un centre local pour les gays et lesbiennes, la performance de Jodi bat celle de Bette et ses amies, les amenant à reparler ensemble, et confirmant que Bette a toujours quelque chose pour Jodi.
Dans l’épisode final de la série, on aperçoit Jodi dans une vidéo rendant hommage à Bette et Tina afin de leur souhaiter le meilleur dans leurs projets futurs à New York.

## Apparition du personnage par épisode
| Jodi Lerner | Jodi Lerner | Jodi Lerner | Jodi Lerner | Jodi Lerner | Jodi Lerner | Jodi Lerner | Jodi Lerner | Jodi Lerner | Jodi Lerner | Jodi Lerner | Jodi Lerner | Jodi Lerner |
| Saison 1    | Saison 1    | Saison 1    | Saison 1    | Saison 1    | Saison 1    | Saison 1    | Saison 1    | Saison 1    | Saison 1    | Saison 1    | Saison 1    | Saison 1    |
| ----------- | ----------- | ----------- | ----------- | ----------- | ----------- | ----------- | ----------- | ----------- | ----------- | ----------- | ----------- | ----------- |
| 01          | 02          | 03          | 04          | 05          | 06          | 07          | 08          | 09          | 10          | 11          | 12          | 13          |
| -           | -           | -           | -           | -           | -           | -           | -           | -           | -           | -           | -           | -           |
| Saison 2    |             |             |             |             |             |             |             |             |             |             |             |             |
| 01          | 02          | 03          | 04          | 05          | 06          | 07          | 08          | 09          | 10          | 11          | 12          | 13          |
| -           | -           | -           | -           | -           | -           | -           | -           | -           | -           | -           | -           | -           |
| Saison 3    |             |             |             |             |             |             |             |             |             |             |             |             |
| 01          | 02          | 03          | 04          | 05          | 06          | 07          | 08          | 09          | 10          | 11          | 12          |             |
| -           | -           | -           | -           | -           | -           | -           | -           | -           | -           | -           | -           |             |
| Saison 4    |             |             |             |             |             |             |             |             |             |             |             |             |
| 01          | 02          | 03          | 04          | 05          | 06          | 07          | 08          | 09          | 10          | 11          | 12          |             |
| -           | -           | -           | Oui         | Oui         | Oui         | Oui         | Oui         | Oui         | Oui         | Oui         | Oui         |             |
| Saison 5    |             |             |             |             |             |             |             |             |             |             |             |             |
| 01          | 02          | 03          | 04          | 05          | 06          | 07          | 08          | 09          | 10          | 11          | 12          |             |
| Oui         | Oui         | Oui         | Oui         | Oui         | Oui         | Oui         | Oui         | Oui         | Oui         | Oui         | Oui         |             |
| Saison 6    |             |             |             |             |             |             |             |             |             |             |             |             |
| 01          | 02          | 03          | 04          | 05          | 06          | 07          | 08          |             |             |             |             |             |
| Oui         | Oui         | Oui         | Oui         | Oui         | Oui         | Oui         | Oui         |             |             |             |             |             |